# Meliosma littlei
Meliosma littlei là một loài thực vật thuộc họ Thanh phong. Đây là loài đặc hữu của Ecuador.